# Hypopyra pallida
Hypopyra pallida är en fjärilsart som beskrevs av Moore 1883. Hypopyra pallida ingår i släktet Hypopyra och familjen nattflyn. Inga underarter finns listade i Catalogue of Life.